# 大阪府第12区
大阪府第12区（おおさかふだい12く）は、日本の衆議院議員総選挙における選挙区。1994年（平成6年）の公職選挙法改正で設置。

## 区域
1994年（平成6年）公職選挙法改正以降の区域は以下のとおりである。
- 寝屋川市
- 大東市
- 四條畷市

中選挙区制度時代は旧7区に属していた。

## 歴史
- 第41回衆議院議員総選挙（1996年）
  - 新進党の樽床伸二が自由民主党の北川（きたかわ）石松らを破り再選を果たす。
- 第42回衆議院議員総選挙（2000年）
  - 自民党は北川石松の次男の北川（きたがわ）知克を擁立した。結果は樽床が勝利するも、北川知克が樽床との差を縮めた。北川知克は比例復活も果たせず落選したものの、2003年7月に奥谷通の死去に伴って繰り上げ当選を果たした（ただし、直後に衆議院は解散された。）。
- 第43回衆議院議員総選挙（2003年）
  - 前回に続いて樽床が勝利するも北川知克が樽床との差を更に縮めたことで比例復活を果たした。
- 第44回衆議院議員総選挙（2005年）
  - 小泉旋風に乗った北川知克が初めて選挙区で当選し、樽床は比例復活も果たせずに落選した。
- 第45回衆議院議員総選挙（2009年）
  - 前回選挙とは打って変わって、民主党に強い追い風が吹いたことで樽床が圧勝し、北川知克を含む他候補は比例復活も果たせず落選した。
- 第46回衆議院議員総選挙（2012年）
  - 北川知克が当選し、樽床は現職の閣僚であったにもかかわらず民主党に対する強い向かい風が吹いていたこともあって、みんなの党の新人にすら敗れ、初めて3位以下となり落選した。なお、本選挙では、（旧）日本維新の会が大阪府下の小選挙区のうち、公明党と選挙協力している選挙区（3区・5区・6区・16区）以外で唯一候補者を擁立せず、みんなの党の候補を推薦するに留まった小選挙区である。当時日本維新の会の躍進が目立つ大阪府下では、2区および7区と共に数少ない自民党が議席を持つ小選挙区でもあった。
- 第47回衆議院議員総選挙（2014年）
  - 維新の党が候補者を擁立するものの、急な衆議院解散であったことから落下傘候補となり、樽床と票が分散かつ共倒れとなり北川知克が他候補の比例復活も阻止しつつ当選した。
- 第48回衆議院議員総選挙（2017年）
  - 解散直前に（旧）希望の党が結党され、民進党離党後無所属で活動していた樽床と、出馬予定であった自由党新人が希望の党に公認申請を行った[3][4]。しかし希望の党は日本維新の会との間で候補者調整に合意し、大阪府下の小選挙区に候補者を擁立しない方針を決めたため、樽床は比例近畿ブロック単独1位の候補となり、自由党新人は神奈川県第11区に国替え出馬となった。結果は、北川が日本維新の会の藤田文武らを破り当選した。
- 第48回衆議院議員補欠選挙（2019年）
  - 2018年12月に北川知克が死去したため、翌2019年4月21日の第19回統一地方選挙の後半日程で補欠選挙が行われた。補欠選挙自体は当選挙区では初めてであり、大阪府下では2006年の9区以来13年ぶりとなった。自民党は北川知克の甥（実兄、北川法夫・寝屋川市長の次男）の北川晋平を擁立。旧希望の党解党後、無所属となった樽床と日本共産党の衆議院議員であった宮本岳志がそれぞれ議員辞職の上、無所属で立候補し、前回北川知克に敗れた藤田も立候補。自民党にとっては弔い合戦であり自民党は自民党大阪府連所属の議員のみならず、総裁の安倍晋三（当時）や元総理で財務大臣であった麻生太郎をはじめとする重鎮を集中的に投入した。しかし直前に行われた知事選・大阪市長選・府議選・大阪市議選で大阪維新の会が圧勝した勢いに乗った藤田が初勝利を収め、野党共闘候補を称して立候補した宮本に至っては供託金没収の惨敗となった。日本維新の会にとっては前身の政党時代を含めて当選挙区では初めての議席獲得となった。
- 第49回衆議院議員総選挙（2021年）
  - 藤田が前回補欠選挙よりも大きく差を広げ、他候補に比例復活を許さず圧勝し、立憲民主党と日本共産党の新人に至ってはそれぞれ供託金没収の大惨敗となった。更に立憲民主党の新人は本選挙における党の小選挙区公認候補の中で、唯一の供託金没収者となった。なお、藤田は選挙後の11月30日に維新の共同代表に就任した馬場伸幸に代わって、維新の幹事長に就任している。
- 第50回衆議院議員総選挙（2024年）
  - 藤田が幹事長を務める維新は大阪府第9区を除く府内全18選挙区で比例重複を認めない方針を決め、引き締めを図った[5]。藤田は自民党の北川晋平に比例復活をさせない完勝で三選した。

## 小選挙区選出議員
| 選挙名                   | 年     | 当選者   | 党派         | 備考                  |
| ------------------------ | ------ | -------- | ------------ | --------------------- |
| 第41回衆議院議員総選挙   | 1996年 | 樽床伸二 | 新進党       |                       |
| 第42回衆議院議員総選挙   | 2000年 | 樽床伸二 | 民主党       |                       |
| 第43回衆議院議員総選挙   | 2003年 | 樽床伸二 | 民主党       |                       |
| 第44回衆議院議員総選挙   | 2005年 | 北川知克 | 自由民主党   |                       |
| 第45回衆議院議員総選挙   | 2009年 | 樽床伸二 | 民主党       |                       |
| 第46回衆議院議員総選挙   | 2012年 | 北川知克 | 自由民主党   |                       |
| 第47回衆議院議員総選挙   | 2014年 | 北川知克 | 自由民主党   |                       |
| 第48回衆議院議員総選挙   | 2017年 | 北川知克 | 自由民主党   |                       |
| 第48回衆議院議員補欠選挙 | 2019年 | 藤田文武 | 日本維新の会 | ※北川知克の死去に伴う |
| 第49回衆議院議員総選挙   | 2021年 | 藤田文武 | 日本維新の会 |                       |
| 第50回衆議院議員総選挙   | 2024年 | 藤田文武 | 日本維新の会 |                       |

## 選挙結果
時の内閣：第1次石破内閣 解散日：2024年10月9日 公示日：2024年10月15日
当日有権者数：33万3204人 最終投票率：51.10%（前回比：3.90%） （全国投票率：53.85%（2.08%））
| 当落 | 候補者名 | 年齢 | 所属党派     | 新旧 | 得票数   | 得票率 | 惜敗率 | 推薦・支持 | 重複 |
| ---- | -------- | ---- | ------------ | ---- | -------- | ------ | ------ | ---------- | ---- |
| 当   | 藤田文武 | 43   | 日本維新の会 | 前   | 86,380票 | 52.35% | ――     |            |      |
|      | 北川晋平 | 37   | 自由民主党   | 新   | 55,658票 | 33.73% | 64.43% | 公明党推薦 | ○    |
|      | 太田徹   | 56   | 日本共産党   | 新   | 22,970票 | 13.92% | 26.59% |            |      |

時の内閣：第1次岸田内閣 解散日：2021年10月14日 公示日：2021年10月19日
当日有権者数：33万9395人 最終投票率：55.00%（前回比：8.00%） （全国投票率：55.93%（2.25%））
| 当落 | 候補者名   | 年齢 | 所属党派     | 新旧 | 得票数   | 得票率 | 惜敗率 | 推薦・支持 | 重複 |
| ---- | ---------- | ---- | ------------ | ---- | -------- | ------ | ------ | ---------- | ---- |
| 当   | 藤田文武   | 40   | 日本維新の会 | 前   | 94,003票 | 51.19% | ――     |            | ○    |
|      | 北川晋平   | 34   | 自由民主党   | 新   | 59,304票 | 32.29% | 63.09% | 公明党推薦 | ○    |
|      | 宇都宮優子 | 45   | 立憲民主党   | 新   | 17,730票 | 9.65%  | 18.86% |            | ○    |
|      | 松尾正利   | 62   | 日本共産党   | 新   | 12,614票 | 6.87%  | 13.42% |            |      |

- 宇都宮は48回は神奈川11区から真白リョウ名義で立候補し、落選（旧希望の党と日本維新の会の候補者調整による国替え）。なお、宇都宮は本選挙における立憲民主党の小選挙区公認候補としては、唯一供託金没収となった。その後、2023年の寝屋川市議選に無所属で立候補したが落選。
- 宮本は大阪5区より日本共産党公認で立候補し比例復活で当選。

当日有権者数：342,751人　最終投票率：47.00%

| 当落 | 候補者名 | 年齢 | 所属党派     | 新旧 | 得票数   | 得票率 | 推薦・支持                                   |
| ---- | -------- | ---- | ------------ | ---- | -------- | ------ | -------------------------------------------- |
| 当   | 藤田文武 | 38   | 日本維新の会 | 新   | 60,341票 | 38.49% |                                              |
|      | 北川晋平 | 32   | 自由民主党   | 新   | 47,025票 | 30.00% | 公明党推薦                                   |
|      | 樽床伸二 | 59   | 無所属       | 前   | 35,358票 | 22.56% |                                              |
|      | 宮本岳志 | 59   | 無所属       | 前   | 14,027票 | 8.95%  | 日本共産党・自由党・社会民主党大阪府連合推薦 |

- 宮本は日本共産党所属であるが、他野党の推薦を得るため無所属で立候補した。

時の内閣：第3次安倍第3次改造内閣 解散日：2017年9月28日 公示日：2017年10月10日
当日有権者数：34万4910人 最終投票率：47.50% （全国投票率：53.68%（1.02%））
| 当落 | 候補者名 | 年齢 | 所属党派     | 新旧 | 得票数   | 得票率 | 惜敗率 | 推薦・支持 | 重複 |
| ---- | -------- | ---- | ------------ | ---- | -------- | ------ | ------ | ---------- | ---- |
| 当   | 北川知克 | 65   | 自由民主党   | 前   | 71,614票 | 45.04% | ――     |            | ○    |
|      | 藤田文武 | 36   | 日本維新の会 | 新   | 64,530票 | 40.58% | 90.11% |            | ○    |
|      | 松尾正利 | 58   | 日本共産党   | 新   | 22,858票 | 14.38% | 31.92% |            |      |

- 樽床は希望の党公認で比例近畿ブロック単独で立候補し当選（旧希望の党と日本維新の会の候補者調整による優遇措置。）

時の内閣：第2次安倍改造内閣 解散日：2014年11月21日 公示日：2014年12月2日 （全国投票率：52.66%（6.66%））
| 当落 | 候補者名   | 年齢 | 所属党派   | 新旧 | 得票数   | 得票率 | 惜敗率 | 推薦・支持 | 重複 |
| ---- | ---------- | ---- | ---------- | ---- | -------- | ------ | ------ | ---------- | ---- |
| 当   | 北川知克   | 63   | 自由民主党 | 前   | 68,817票 | 40.01% | ――     | 公明党     | ○    |
|      | 樽床伸二   | 55   | 民主党     | 元   | 43,265票 | 25.16% | 62.87% |            | ○    |
|      | 堅田壮一郎 | 28   | 維新の党   | 新   | 41,649票 | 24.22% | 60.52% |            | ○    |
|      | 吉井芳子   | 52   | 日本共産党 | 新   | 18,257票 | 10.62% | 26.53% |            |      |

- 堅田は第46回は兵庫11区から立候補したが落選。

時の内閣：野田第3次改造内閣 解散日：2012年11月16日 公示日：2012年12月4日 （全国投票率：59.32%（9.96%））
| 当落 | 候補者名 | 年齢 | 所属党派   | 新旧 | 得票数   | 得票率 | 惜敗率 | 推薦・支持       | 重複 |
| ---- | -------- | ---- | ---------- | ---- | -------- | ------ | ------ | ---------------- | ---- |
| 当   | 北川知克 | 61   | 自由民主党 | 元   | 76,972票 | 39.91% | ――     | 公明党           | ○    |
|      | 石井竜馬 | 43   | みんなの党 | 新   | 49,750票 | 25.79% | 64.63% | 日本維新の会推薦 | ○    |
|      | 樽床伸二 | 53   | 民主党     | 前   | 49,153票 | 25.48% | 63.86% | 国民新党推薦     | ○    |
|      | 吉井芳子 | 50   | 日本共産党 | 新   | 17,006票 | 8.82%  | 22.09% |                  |      |

- 石井は2013年の第23回参議院議員通常選挙に比例区より立候補したが落選。

時の内閣：麻生内閣 解散日：2009年7月21日 公示日：2009年8月18日 （全国投票率：69.28%（1.77%））
| 当落 | 候補者名 | 年齢 | 所属党派   | 新旧 | 得票数    | 得票率 | 惜敗率 | 推薦・支持 | 重複 |
| ---- | -------- | ---- | ---------- | ---- | --------- | ------ | ------ | ---------- | ---- |
| 当   | 樽床伸二 | 50   | 民主党     | 元   | 119,048票 | 53.18% | ――     |            | ○    |
|      | 北川知克 | 57   | 自由民主党 | 前   | 80,847票  | 36.12% | 67.91% |            | ○    |
|      | 重田初江 | 58   | 日本共産党 | 新   | 19,053票  | 8.51%  | 16.00% |            |      |
|      | 宮崎麻美 | 49   | 幸福実現党 | 新   | 4,894票   | 2.19%  | 4.11%  |            |      |

時の内閣：第2次小泉改造内閣 解散日：2005年8月8日 公示日：2005年8月30日 （全国投票率：67.51%（7.65%））
| 当落 | 候補者名   | 年齢 | 所属党派   | 新旧 | 得票数    | 得票率 | 惜敗率 | 推薦・支持 | 重複 |
| ---- | ---------- | ---- | ---------- | ---- | --------- | ------ | ------ | ---------- | ---- |
| 当   | 北川知克   | 53   | 自由民主党 | 前   | 108,903票 | 49.59% | ――     |            | ○    |
|      | 樽床伸二   | 46   | 民主党     | 前   | 87,091票  | 39.66% | 79.97% |            | ○    |
|      | 太田久美子 | 50   | 日本共産党 | 新   | 23,593票  | 10.74% | 21.66% |            |      |

時の内閣：第1次小泉第2次改造内閣 解散日：2003年10月10日 公示日：2003年10月28日 （全国投票率：59.86%（2.63%））
| 当落 | 候補者名 | 年齢 | 所属党派   | 新旧 | 得票数   | 得票率 | 惜敗率 | 推薦・支持 | 重複 |
| ---- | -------- | ---- | ---------- | ---- | -------- | ------ | ------ | ---------- | ---- |
| 当   | 樽床伸二 | 44   | 民主党     | 前   | 82,190票 | 44.55% | ――     |            | ○    |
| 比当 | 北川知克 | 52   | 自由民主党 | 前   | 81,270票 | 44.05% | 98.88% |            | ○    |
|      | 西森洋一 | 55   | 日本共産党 | 新   | 21,023票 | 11.40% | 25.58% |            |      |

時の内閣：第1次森内閣 解散日：2000年6月2日 公示日：2000年6月13日 （全国投票率：62.49%（2.84%））
| 当落 | 候補者名 | 年齢 | 所属党派   | 新旧 | 得票数   | 得票率 | 惜敗率 | 推薦・支持 | 重複 |
| ---- | -------- | ---- | ---------- | ---- | -------- | ------ | ------ | ---------- | ---- |
| 当   | 樽床伸二 | 40   | 民主党     | 前   | 72,393票 | 38.72% | ――     |            | ○    |
|      | 北川知克 | 48   | 自由民主党 | 新   | 68,773票 | 36.78% | 95.00% |            | ○    |
|      | 西森洋一 | 51   | 日本共産党 | 新   | 29,623票 | 15.84% | 40.92% |            |      |
|      | 真鍋晃篤 | 29   | 自由党     | 新   | 16,178票 | 8.65%  | 22.35% |            | ○    |

- 北川は2003年7月に奥谷通の死去によって比例近畿ブロックで繰り上げ当選。ただし直後に衆議院は解散された。

時の内閣：第1次橋本内閣 解散日：1996年9月27日 公示日：1996年10月8日 （全国投票率：59.65%（8.11%））
| 当落 | 候補者名 | 年齢 | 所属党派   | 新旧 | 得票数   | 得票率 | 惜敗率 | 推薦・支持 | 重複 |
| ---- | -------- | ---- | ---------- | ---- | -------- | ------ | ------ | ---------- | ---- |
| 当   | 樽床伸二 | 37   | 新進党     | 前   | 81,284票 | 45.53% | ――     |            |      |
|      | 北川石松 | 77   | 自由民主党 | 元   | 57,598票 | 32.26% | 70.86% |            | ○    |
|      | 西森洋一 | 48   | 日本共産党 | 新   | 33,263票 | 18.63% | 40.92% |            |      |
|      | 福西亮   | 66   | 自由連合   | 新   | 6,400票  | 3.58%  | 7.87%  |            | ○    |